# گیلاس‌های پرندگان
گیلاس‌های پرندگان (نام علمی:  padus) یکی از زیرسرده‌های سردهٔ پرونوس است.

## انواع
- Prunus cornuta - گیلاس پرنده هیمالیا، هیمالیا
- Prunus cuthbertii - Cuthbert cherry, ایالت جورجیا، آمریکا
- Prunus grayana - پرونوس گرایانا، ژاپن
- Prunus maackii - Manchurian cherry شمال شرقی آسیا
- پرونوس پادوس یا گیلاس پرنده، اروپا و غرب آسیا
- گیلاس سیاه - black cherry, آمریکای شمالی
- Prunus ssiori - گیلاس پرنده هوکایدو،  (هوکایدو)
- Prunus virginiana - chokecherry, شمال آمریکا